# 永野祐樹
永野 祐樹（ながの ゆうき、1989年6月27日 - ）は、日本の元プロボクサー。第55代日本ウェルター級王者。福岡県大牟田市出身。帝拳ボクシングジム所属。

## 人物
憧れのボクサーはクレイジー・キム。
ボクシングを始めたきっかけは実家の近くにジムが出来たことから。

## 来歴
2012年2月4日に後楽園ホールで宮崎駿太とウェルター級4回戦を戦い、1回2分57秒KO勝ちを収めてデビュー戦を白星で飾ったが、半年後に行われた試合では判定負けでプロ初黒星を喫した。
2015年東日本ウェルター級新人王として、西軍代表ジラフ麒麟神田と対戦して1回2分10秒KO勝ちを収めて全日本新人王を獲得した。この勝利でJBCの発表した最新ランキングで初めてウェルター級日本ランク入りを果たす。
その後6連勝して2018年5月30日に後楽園ホールで行われた「第573回ダイナミックグローブ」にて日本スーパーウェルター級4位の長濱陸とウェルター級8回戦を行い、5回2分49秒TKO勝ちを収めた。なおこの試合で東日本ボクシング協会から2018年5月度月間賞敢闘賞を受賞した。
同年10月21日、地場産くるめで開催された「日本タイトル最強挑戦者決定戦」にて日本ウェルター級1位の別府優樹とウェルター級8回戦を戦い、8回3-0（77-75、76-75、78-73）の判定勝ちを収めて日本タイトルへの挑戦権を獲得した。
2019年4月21日、大阪府立体育会館第2競技場で日本ウェルター級王者の矢田良太と日本ウェルター級タイトルマッチを行い、7回1分9秒TKO勝ちを収め王座を獲得した。
2019年9月7日、後楽園ホールで日本ウェルター級9位の川崎真琴と対戦し、2回2分41秒TKO勝ちで初防衛に成功した。
2020年2月1日、後楽園ホールでIBF世界ウェルター級4位・日本ウェルター級1位の指名挑戦者で、元日本スーパーライト級・元WBOアジアパシフィックウェルター級王者の小原佳太を相手に防衛戦に挑むも、7回2分39秒TKO負けを喫し、王座から陥落した。
2020年12月5日、後楽園ホールで日本ウェルター級15位の安藤暢文と対戦し、1回2分32秒TKO勝ちを収め、再起に成功した。
2021年9月11日、後楽園ホールで日本ウェルター級王座挑戦者決定戦として、元WBOアジアパシフィック同級王者で日本同級2位の別府優樹と対戦し、5回51秒TKO勝ちを収め、挑戦権を獲得した。
2022年6月13日、後楽園ホールで小原佳太の負傷離脱に伴う日本ウェルター級暫定王座決定戦を小畑武尊と行い、5回1分42秒TKO負けを喫し暫定ながら2年振りの王座返り咲きに失敗した。

## 獲得タイトル
- 全日本ウェルター級新人王
- 2018年度日本ウェルター級最強挑戦者
- 第55代日本ウェルター級王者（防衛1）

## 戦績
- プロボクシング - 22戦19勝3敗（15KO）

| 戦           | 日付           | 勝敗 | 時間    | 内容    | 対戦相手                         | 国籍 | 備考                                     |
| ------------ | -------------- | ---- | ------- | ------- | -------------------------------- | ---- | ---------------------------------------- |
| 1            | 2012年2月4日   | 勝利 | 1R 2:57 | KO      | 宮崎駿太（高崎）                 | 日本 | プロデビュー戦                           |
| 2            | 2012年8月4日   | 敗北 | 4R      | 判定0-3 | 田中亮治（ヨネクラ）             | 日本 | 2012年東日本ウェルター級新人王予選       |
| 3            | 2013年7月31日  | 勝利 | 1R 2:45 | TKO     | 飯塚稔（E&Jカシアス）            | 日本 | 2013年東日本スーパーライト級新人王予選   |
| 4            | 2013年9月27日  | 敗北 | 1R 0:43 | TKO     | 松坂拓哉（石神井スポーツ）       | 日本 | 2013年東日本スーパーライト級新人王予選   |
| 5            | 2014年5月27日  | 勝利 | 3R 0:46 | KO      | 永吉祐哉（ヨネクラ）             | 日本 |                                          |
| 6            | 2015年7月4日   | 勝利 | 4R      | 判定3-0 | 垂水稔朗（協栄）                 | 日本 | 2015年東日本ウェルター級新人王予選       |
| 7            | 2015年9月24日  | 勝利 | 3R 0:53 | TKO     | 阪田壮亮（船橋ドラゴン）         | 日本 | 2015年東日本ウェルター級新人王予選       |
| 8            | 2015年11月3日  | 勝利 | 5R      | 判定3-0 | 海藤正晴（シュウ）               | 日本 | 2015年東日本ウェルター級新人王決勝       |
| 9            | 2015年12月20日 | 勝利 | 1R 2:10 | KO      | ジラフ麒麟神田（千里馬神戸）     | 日本 | 2015年全日本ウェルター級新人王決勝戦     |
| 10           | 2016年5月7日   | 勝利 | 1R 2:02 | TKO     | パデッチスック・シーパラチャイ   | タイ |                                          |
| 11           | 2016年9月10日  | 勝利 | 6R      | 判定3-0 | 田岡大（タキザワ）               | 日本 |                                          |
| 12           | 2016年12月3日  | 勝利 | 6R 2:55 | TKO     | 垂水稔朗（協栄）                 | 日本 |                                          |
| 13           | 2017年4月1日   | 勝利 | 1R 2:58 | KO      | 鈴木義行（マナベ）               | 日本 |                                          |
| 14           | 2017年10月7日  | 勝利 | 3R 2:45 | TKO     | クリエンクライ・トー・シラチャイ | タイ |                                          |
| 15           | 2018年2月3日   | 勝利 | 2R 3:00 | KO      | ナジレック・ソーブーンリャング   | タイ |                                          |
| 16           | 2018年5月30日  | 勝利 | 5R 2:49 | TKO     | 長濱陸（白井・具志堅）           | 日本 |                                          |
| 17           | 2018年10月21日 | 勝利 | 8R      | 判定3-0 | 別府優樹（久留米櫛間）           | 日本 | 2018年度日本ウェルター級最強挑戦者決定戦 |
| 18           | 2019年4月21日  | 勝利 | 7R 1:09 | TKO     | 矢田良太（グリーンツダ）         | 日本 | 日本ウェルター級タイトルマッチ           |
| 19           | 2019年9月7日   | 勝利 | 2R 2:41 | TKO     | 川崎真琴（RK蒲田）               | 日本 | 日本王座防衛1                            |
| 20           | 2020年2月1日   | 敗北 | 7R 2:39 | TKO     | 小原佳太（三迫）                 | 日本 | 日本王座陥落                             |
| 21           | 2020年12月5日  | 勝利 | 1R 2:32 | TKO     | 安藤暢文（高崎）                 | 日本 |                                          |
| 22           | 2021年9月11日  | 勝利 | 5R 0:51 | TKO     | 別府優樹（久留米櫛間&別府優樹）  | 日本 | 日本ウェルター級王座挑戦者決定戦         |
| 23           | 2022年6月13日  | 敗北 | 5R 1:42 | TKO     | 小畑武尊（ダッシュ東保）         | 日本 | 日本ウェルター級暫定王座決定戦           |
| テンプレート |                |      |         |         |                                  |      |                                          |

## 受賞
- プロ・アマチュア年間表彰
  - 2019年プロボクシング部門 努力敢闘賞[17]